# Drimia sphaerocephala
Drimia sphaerocephala är en sparrisväxtart som beskrevs av John Gilbert Baker. Drimia sphaerocephala ingår i släktet Drimia och familjen sparrisväxter. Inga underarter finns listade i Catalogue of Life.